# Miralem Sulejmani
Miralem Sulejmani född 5 december 1988 i Belgrad, Jugoslavien (nuvarande Serbien), är en serbisk fotbollsspelare med goranska rötter som spelar för den schweiziska storklubben BSC Young Boys. Sommaren 2008 lämnade Sulejmani SC Heerenveen för ett femårskontrakt med holländska Ajax för 16,25 miljoner euro, en dåtida rekordsumma för Eredivisie.
Sulejmani gjorde säsongen 2007-2008 15 mål på 26 matcher för SC Heerenveen.